# Дібан
Дібан (араб. ذيبان; івр. דִּיבוֹן) — місто в Йорданії. Розташоване в провінції Мадаба, приблизно за 70 кілометрів на південь від Амману, столиці країни. Населення міста становить 13 043 особи. Згадується в Біблії під назвами Дівон та Дівон Ґад.

## Історія
За даними археологічних досліджень, місцевість навколо сучасного Дібану була заселена з перервами протягом останніх п'яти тисяч років, починаючи з ранньої бронзової доби в 3-му тисячолітті до н. е. Залишки стародавніх поселень лежать поруч із сучасним містом. Багата історія Дібану пов'язана з його розташуванням на Царському шляху — головному торгівельному маршруту регіону за часів античності. Знахідка моавітської Стели Меша в місті у 1868 році призвела до стрімкого зростання інтереса до Дібану з боку туристів та науковців.

### Бронзова доба
Перше значне поселення під телем (шаром археологічних залишок) Дібана датується ранньою бронзовою добою. Втім, переконливих доказів щодо існування поселення в період між ранньою бронзовою та залізною добою  знайдено не було. Дібан також може ототожнюватися з містом «Tpn» (або «Tbn»), що згадується в єгипетських текстах часів правління Тутмоса III, Аменхотепа III та Рамсеса II.

### Біблія
Згідно з Єврейською Біблією, ізраїльтяни зупинялися в Дібані під час Виходу з Єгипту. В Біблії місто згадується під назвами Дівон (Єг. 13:9) та Дівон Ґад (4 М. 33:45) через те, що воно було взяте Плем'ям Ґада. З гебрейської мови Дівон може перекладатися як марнотратство або жалюгідність.
Згідно з текстом на Стелі Меша, Меша, моавітський цар IX ст. до н. е. вигнав з Дібану ізраїльтянин та зробив місто столицею свого царства.

### Залізна доба
Написи на Стелі Меша дають підстави пов'язувати Дібан з біблійним Дівоном. У цих написах йдеться, що місто було столицею Меші, видатного моавітського царя XI століття до н. е. 
Протягом залізної доби IIb у Дібані відбулося щонайменше три великі розширення поселення. У цей період  було штучно збільшено тель та додано кілька нових архітектурних особливостей, зокрема підпірні стіни, вежі та велику міську стіну. Остаточні дати будівництва цих споруд не відомі, але найбільш ймовірно це сталося у IX—VIII століттях до н. е. Втім, ці великі будівлі були занедбані під час залізної доби IIc. На північний схід від телю також розташовувався великий некрополь, де були знайдені поховання декількох поколінь, що містили поховальні дари; до того ж, в одному з поховань містилася глиняна труна з антропоморфною кришкою.

### Елліністичний період
Під час розкопок знахідок перського, елліністичного та раннього набатейських періодів було виявлено небагато. Проте кілька артефактів вказують на те, що Дібан був частиною Набатейського царства в середині I століття до н. е. Серед знахідок цієї доби були кераміка, монети та залишки набатейської архітектури, наприклад, храм із набатейським плануванням, кладкою та акведуком.

### Римський та візантійський періоди
У 106 році римляни включили набатейські території, серед яких був і Дібан, до власної Імперії. Внаслідок цього, населення міста різко зменшилося, а набатейські величні будівлі стали занедбані. Однак чимало знахідок, зокрема написи, монети та родинні поховання, вказують на те, що місто продовжувало розвиватися за римського володарювання. На межі пізнього римського та початку візантійського періодів населення Дібану почало поступово збільшуватися. Євсевій Кесарійський, що жив у IV столітті, називав Дібан дуже великим селом. До того ж, під час розкопок було виявлено декілька значних споруд цього періоду — лазню та дві церкви.

### Ісламський період
Точна дата початку ісламського володарювання в Дібані є предметом  дискусій. Воно могло розпочатися або за правління династії Омеядів (VII—VIII ст.), або за правління Аббасидів (VIII—XI ст.).
У 1261 році мамелюцький султан Бейбарс (народився в Криму) передав Дібан на правах ікти (феодальної землі) синові аюбідського принца. Місто, що лежало на головному торговому шляху регіону, процвітало протягом XIII та XIV століть. Дібан постачав до інших міст різноманітні сільськогосподарські продукти, а саме: м'ясо, пшеницю, ячмінь, виноград, інжир, сочевицю, нут тощо. Сільське господарство в Дібані сильно залежало від зберігання води в резервуарах, оскільки напівпосушливий клімат місцевості сприяв нестабільності опадів. Населення регіону вирощувало свиней, овець, кіз, велику рогату худобу та виловлювало рибу, молюсків і крабів.
Значення Дібана стрімко зменшилося після 1356 року, коли статус адміністративного центра регіону Ель-Балка перейшов від сусіднього міста Гісбан до Амману. Періоди тривалої посухи впродовж наступних років посилювали економічний спад міста, і протягом перших років османського панування Дібан остаточно було покинуто.

### Пізньоосманський період і сучасність
В османському дефтері (переписі населення) Трансйорданії в період 1538—1596 років Дібан не згадується взагалі, що дає підстави вважати поселення покинутим упродовж XVI століття. Родини кочового племені Бані-Хаміда заснували сучасний Дібан у 1950-х роках, використовуючи матеріали з покинутих споруд для будівництва міста. У наступні роки земля, що оточувала тель, була передана громаді у приватну власність, а сам пагорб залишається власністю уряду Йорданії.